# Gemeindebrandinspektor (Hessen)

Helmkennzeichnung eines GBI in Hessen

Ein Gemeindebrandinspektor (GBI) bezeichnet in Hessen den Leiter einer Freiwilligen Feuerwehr auf Gemeindeebene. Dies gilt auch für Gemeinden mit mehreren Ortsteilfeuerwehren. Die Leiter der Ortsteilfeuerwehren führen die Bezeichnung „Wehrführer“. In Städten unter 50.000 Einwohnern heißt die Funktion Stadtbrandinspektor (StBI), in Städten über 50.000 Einwohner und ohne Berufsfeuerwehr heißt die Funktion Leiter der Feuerwehr (LdFw).

## Wahl und Ernennung
Der Gemeindebrandinspektor wird von den aktiven Feuerwehrangehörigen der Gemeinde, der Wehrführer wird von den aktiven Feuerwehrangehörigen der Orts- oder Stadtteilfeuerwehr nach Maßgabe der jeweiligen Satzung gewählt. Durch Änderung der kommunalen Feuerwehrsatzung kann ein Gemeindebrandinspektor als hauptamtlicher Feuerwehrbeamter auch vom Gemeindevorstand bestellt werden, die Zustimmung der ehrenamtlichen Feuerwehrangehörigen ist hierfür nötig.
Gewählt werden kann nur, wer persönlich geeignet ist, die erforderlichen Fachkenntnisse besitzt und der Einsatzabteilung der Freiwilligen Feuerwehr angehört. Die Aufsichtsbehörde kann Ausnahmeregelungen im Einzelfall hinsichtlich der erforderlichen Fachkenntnisse zulassen. Kommt binnen zwei Monaten nach Freiwerden der Stelle eine Wahl nach § 12 Abs. 3 Satz 1 Hessisches Brand- und Katastrophenschutzgesetz (HBKG) nicht zustande oder kann die Stelle aus sonstigen Gründen nicht besetzt werden, so hat der Gemeindevorstand im Benehmen mit dem Kreisbrandinspektor unverzüglich einen Gemeindebrandinspektor oder einen Wehrführer zu bestellen.
In Städten mit hauptamtlichen Kräften (hauptamtliche Kräfte, ständig besetzte Feuerwache, Berufsfeuerwehr) unterstehen alle öffentlichen Feuerwehren im Stadtgebiet dem Leiter der hauptamtlichen Kräfte (Leiter der Feuerwehr). Die aktiven Angehörigen der Freiwilligen Feuerwehren wählen zur Wahrnehmung ihrer Belange gegenüber der Stadt und dem Leiter der hauptamtlichen Kräfte einen Vertreter. Er führt in Städten ohne Berufsfeuerwehr die Bezeichnung Sprecher, in Städten mit Sprecher Stadtbrandinspektor. Der Gemeindebrandinspektor, sofern ehrenamtlich besetzt, und der Wehrführer sowie deren Vertreter, werden in ein Ehrenbeamtenverhältnis berufen.

## Aufgaben
Der Gemeindebrandinspektor ist für die Einsatzbereitschaft der Gemeindefeuerwehr verantwortlich und hat den Gemeindevorstand in allen Fragen des Brandschutzes und der Allgemeinen Hilfe zu beraten. Er wirkt zudem bei der Erstellung von Alarmplänen und Ausrückplänen mit. Des Weiteren repräsentiert er die Feuerwehr nach innen und außen.

## Unterstellung
Dem Gemeindebrandinspektor unterstehen die Wehrführer der einzelnen Ortsteilfeuerwehren. In Städten mit Berufsfeuerwehr unterstehen alle öffentlichen Feuerwehren im Stadtgebiet dem Leiter der Berufsfeuerwehr. Dort ist der Stadtbrandinspektor Interessensvertreter für die Angehörigen der Freiwilligen Feuerwehr.

## Funktionsabzeichen

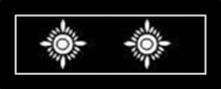
Funktionsabzeichen eines GBI in Städten bis 50.000 Einwohner in Hessen

Der Stadt-/Gemeindebrandinspektor in Städten bis 50.000 Einwohner trägt das Funktionsabzeichen mit zwei silberfarbenen Sternen und Litze, sein Stellvertreter mit zwei silberfarbenen Sternen ohne Litze. In Städten mit mehr als 50.000 Einwohnern trägt der Leiter der Feuerwehr zwei goldene Balken mit goldener Umrandung als Litze. Sein Stellvertreter trägt einen goldenen Balken mit goldener Umrandung.

## Historisches
Gemäß dem bis zum 31. Dezember 1999 gültigen „Hessischen Gesetz über den Brandschutz und die Hilfeleistung der Feuerwehren (Brandschutzhilfeleistungsgesetz)“ war die Dienststellungsbezeichnung „Ortsbrandmeister“ für den Leiter der Feuerwehr einer Gemeinde ebenfalls in Hessen gültig. Sie wurde durch das Hessische Gesetz über den Brandschutz, die Allgemeine Hilfe und den Katastrophenschutz (HBKG) von der Dienststellungsbezeichnung „Gemeindebrandinspektor“ abgelöst.